# Marieluise Fleisser
Marieluise Fleisser (23 novembre 1901, Ingolstadt - 2 février 1974, Ingolstadt) est une « femme écrivain » (selon sa définition) et dramaturge allemande.

## Parcours
Ses œuvres les plus connues sont probablement ses deux pièces de théâtre, Purgatoire à Ingolstadt (1924) et Pionniers à Ingolstadt (1926), écrites alors qu'elle était la compagne (ou plutôt l'une des compagnes) de Bertolt Brecht, de 1924 à 1929. Pionniers à Ingolstadt, montée à Berlin en 1929 par Brecht, fut très remarquée et fit scandale, en particulier à Ingolstadt, la ville natale de Marieluise Fleisser.
En 1935, après l'avènement du nazisme, elle est interdite de publication, et retourne à Ingolstadt. Ce n'est qu'à partir de 1945 qu'elle peut reprendre son œuvre littéraire, publiant romans et pièces de théâtre.
Selon Elfriede Jelinek, Marieluise Fleisser est « le plus grand auteur dramatique féminin du XXe siècle ».
Selon ses propres mots, celle-ci écrit « avec un couteau, pour couper les illusions, les miennes et celles des autres ».

## Œuvres
- 1926 : Purgatoire à Ingolstadt (Fegefeuer in Ingolstadt, premier titre Die Fußwaschung, Le Lavement des pieds), traduit par Sylvie Muller, L’Arche, 1982
- 1928 : Pionniers à Ingolstadt (Pioniere in Ingolstadt, trois versions : 1928, 1929 und 1968), traduit par Sylvie Muller, L’Arche, 1982
- 1929 : Ein Pfund Orangen und neun andere Geschichten
- 1930 : Le Poisson des grands fonds (Der Tiefseefisch création en 1980), pièce en 4 actes, fragment, Théâtre National de la Colline, Paris, 1998
- 1931 : Le Plus Beau Fleuron du club (Mehlreisende Frieda Geier. Roman vom Rauchen, Sporteln, Lieben und Verkaufen., réédité sous le titre Eine Zierde für den Verein, 1972), traduit par Nicole Roche, Actes Sud, 1994
- 1931 : Andorranische Abenteuer (Souvenirs de voyage d'Andorre)
- 1937/1944 Karl Stuart
- 1946 : Der starke Stamm (La Forte Race)
- 1949 : Stunde der Magd, mis à jour dans l'anthologie Tausend Gramm (Mille grammes), dirigée par Wolfgang Weyrauch.
- 1963 : Avant-garde (Avantgarde), traduit par Henri Plard, Minuit, 1981
- 1969 : Abenteuer aus dem Englischen Garten
- Die Dreizehnjährigen
- La Vierge et le Cheval (Das Pferd und die Jungfer), traduit par Sylvie Muller, Revue du Théâtre, n°20, printemps 1998
- Eine ganz gewöhnliche Vorhölle